# برک و هیر (فیلم ۱۹۷۱)
برک و هیر یک فیلم ترسناک به کارگردانی ورنن سیول و محصول سال ۱۹۷۱ میلادی است. این فیلم آخرین فیلم به کارگردانی ورنن سیول به حساب می‌آید.
این فیلم را با نام «وقایع وحشت آفرین برک و هیر» نیز می شناسند.